# Almuda
Der Almuda, auch Almalde, war ein Volumenmaß in Spanien und Portugal. Der Begriff ist vom arabischen al-mudd für Flüssigkeiten abgeleitet, dem das Maß Alqueire für trockene Waren (vom arabischen al-kail oder al-kayl) zur Seite steht. Das Maß ist regional unterschiedlich definiert, und auch die Namensgebung war recht unterschiedlich. In Mexiko, Cadiz und Valencia war der Almuda unter den Namen Almuera und  Celemine verbreitet; in Lissabon war es die Almonde. 

## Getreidemaß
- 1 Almuda = 2 Potas = 12 Canadas = 24 Meios canadas = 48 Quartilhos = 96 Meios quartilhos[1]
- 1 Carga/Last = 12 Fanegas = 144 Almudas
- Marokko 1 Almuda oder Mudd = 14 Liter, genau 14,387 Liter
- Aragon 1 Almuda = 94 3⁄4  bis 95  Pariser Kubikzoll
- Mexiko = 4,625 Liter
- Portugal 1 Almuda = 16,741 Liter 
  - Porto 1 Almiuda = 1278,7 Pariser Kubikzoll = 25,365 Liter
- Balearen 1 Almuda = 1/6 Barcella = 101 Pariser Kubikzoll = 2 Liter

## Ölmaß
Beim Ölhandel wurde die Almuda gewogen.
- - Porto 1 Öl-Almuda = 50 Arratels oder Pfund (1 Arratel = 459 Gramm) = 22950 Gramm
- Lissabon
  - 1 Öl-Almuda = 33 bis 34 Pfund
  - 1 Tonnelada = 52 Almudas
  - 1 Almuda = 2 Alqueira/Patas = 12 Cahandos = 48 Quartillos = 844 Pariser Kubikzoll = 17 Liter
  - 30 Öl-Almudas = 1 Öl-Pipa